# Goswin Nickel

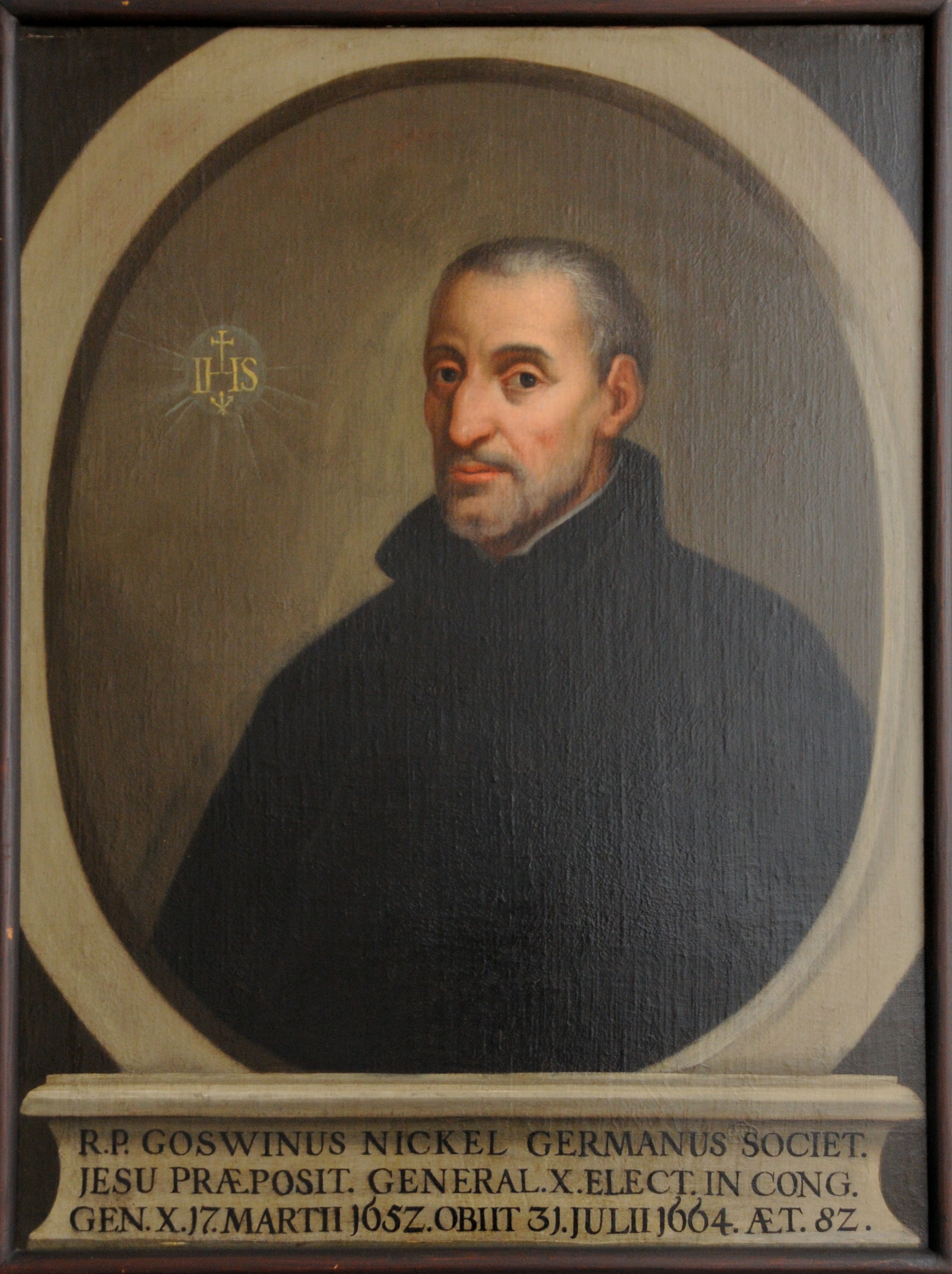
Porträt von Goswinus Nickel

Goswin Nickel (* 1582 in Koslar; † 31. Juli 1664 in Rom) war der 10. General der Societas Jesu.

## Leben
Goswin Nickel war der Sohn des Jülicher Bürgermeisters Johann Nickel. Er studierte in Paderborn und Mainz (1611–1615), wo er auch am 28. Oktober 1614 zum Priester geweiht wurde.
Zeitweise war Nickel als Ordensprovinzial tätig, wobei er beispielsweise 1631 den Ordensbruder Friedrich Spee unterstützte, als man von ihm den Widerruf seiner gegen den Hexenverfolgung gerichteten Schrift Cautio Criminalis verlangte. Neue Forschungen zur 2. Auflage des Buches lassen sogar vermuten, dass es mit Zustimmung des Provinzials der Rheinischen Provinz, also Pater Goswin Nickels, erschien.
Als nur wenige Wochen nach seiner Wahl der neunte General des Ordens, Alessandro Gottifredi, am 12. März 1652 starb, wählte die Generalversammlung am 17. März 1652 Nickel zum 10. General.
Auf Wunsch des gesundheitlich angeschlagenen Generals – Nickel konnte unter anderem im Alter kaum noch gehen – und mit der ausdrücklichen Billigung Papst Alexanders VII. stellte ihm der Orden am 7. Juni 1661 Giovanni Paolo Oliva als Generalvikar zur Seite.
Goswin Nickel starb am 31. Juli 1664 in Rom. Sein Nachfolger wurde Giovanni Paolo Oliva.
Im Geburtsort Koslar (jetzt Jülich) ist eine Straße nach dem Ordensmann benannt. Außerdem nannte der Jülicher Künstler Arno Schlader sein Atelier in Koslar de Nickel-Schuppen.